# Burg Kumburk
Die Ruine der ehemaligen Burg Kumburk (auch: Goldenburg; Kolburk; Kolmburk) liegt bei Syřenov im Böhmischen Paradies. Sie gehört zum Bezirk Semily.

## Geschichte
Die Kumburk wurde zunächst als Goldenburg bezeichnet und erstmals Anfang des 14. Jahrhunderts erwähnt, als sie im Besitz des Markwart von Goldenburg war, einem Angehörigen des Stammes der Markwartinger. Ihm folgten nacheinander dessen Söhne Benesch (Beneš), Heinrich (Hynek) und Jan, die sich von Kolmburk und Wartenberg nannten. 1406 erwarb Johann Kruschina von Lichtenburg die Kumburk, dem bereits die Grundherrschaft Opočno gehörte. Zudem war er Prager Burggraf und Hauptmann des schlesischen Herzogtums Schweidnitz. Ihm folgte sein Sohn, der Hussitenführer Hynek Kruschina von Lichtenburg. Er ließ die Burgmauer verstärken, veranlasste den Bau von weiteren Befestigungsanlagen und errichtete einen Palast.
1500 ging die Kumburg an Johann Žehušiský von Nestajov, der sie 1513 an Bartholomäus von Münsterberg, einen Sohn des Herzogs Viktorin verkaufte. Von 1517 bis 1524 war sie im Besitz der Herren Berka von Dubá, denen die Trčka von Leipa folgten. Sie verkauften die Kumburk 1607 zusammen mit der Stadt Jičín an Sigismund Smiřický von Smiřice, dessen Besitzungen sein Sohn Jaroslav, nach dessen Tode 1611 Jaroslavs Bruder Albrecht Jan erbten.
Nachdem nach der Schlacht am Weißen Berg alle Smiřicky-Besitzungen vom Kaiser konfisziert wurden, erwarb sie deren Verwandter Albrecht Wallenstein. Nach dessen Ermordung 1634 schenkte der Kaiser die Burg seinem Feldherrn Rudolf von Tiefenbach. Da dieser kinderlos verstarb, gingen dessen Besitzungen 1653 an seine Witwe Maria Eva Elisabeth, geborene von Sternberg, die sie 1676 ihrem Neffen Jan Norbert von Sternberg vererbte. 1710 verkauften die Sternberg die Herrschaft Kumburk an Johann Josef Graf Trautmannsdorff, dessen Nachfahren 1945 enteignet wurden.
Die Burg wurde 1658 auf kaiserlichen Erlass zerstört, da sie als feindlicher Stützpunkt gedient haben soll. 1939–1941 erfolgte eine Restaurierung der Mauern und Türme der Burgruine.